# Bougneau
Bougneau és un municipi francès situat al departament del Charente Marítim i a la regió de la Nova Aquitània. L'any 2007 tenia 510 habitants.

## Demografia

### Població
El 2007 la població de fet de Bougneau era de 510 persones. Hi havia 209 famílies de les quals 48 eren unipersonals (17 homes vivint sols i 31 dones vivint soles), 78 parelles sense fills, 71 parelles amb fills i 12 famílies monoparentals amb fills.
La població ha evolucionat segons el següent gràfic:
Habitants censats

### Habitatges
El 2007 hi havia 248 habitatges, 212 eren l'habitatge principal de la família, 13 eren segones residències i 24 estaven desocupats. 244 eren cases i 3 eren apartaments. Dels 212 habitatges principals, 147 estaven ocupats pels seus propietaris, 61 estaven llogats i ocupats pels llogaters i 4 estaven cedits a títol gratuït; 6 tenien una cambra, 10 en tenien dues, 34 en tenien tres, 72 en tenien quatre i 90 en tenien cinc o més. 123 habitatges disposaven pel capbaix d'una plaça de pàrquing. A 80 habitatges hi havia un automòbil i a 124 n'hi havia dos o més.

### Piràmide de població
La piràmide de població per edats i sexe el 2009 era:
| Homes | Edats   | Dones |
| ----- | ------- | ----- |
| 0     | 95 o +  | 0     |
| 0     | 90 a 94 | 0     |
| 0     | 85 a 89 | 0     |
| 8     | 80 a 84 | 4     |
| 12    | 75 a 79 | 16    |
| 4     | 70 a 74 | 8     |
| 8     | 65 a 69 | 20    |
| 16    | 60 a 64 | 8     |
| 12    | 55 a 59 | 8     |
| 16    | 50 a 54 | 12    |
| 24    | 45 a 49 | 16    |
| 24    | 40 a 44 | 20    |
| 8     | 35 a 39 | 12    |
| 16    | 30 a 34 | 12    |
| 16    | 25 a 29 | 20    |
| 8     | 20 a 24 | 16    |
| 28    | 15 a 19 | 12    |
| 8     | 10 a 14 | 8     |
| 24    | 5 a 9   | 8     |
| 4     | 0 a 4   | 16    |

## Economia
El 2007 la població en edat de treballar era de 324 persones, 253 eren actives i 71 eren inactives. De les 253 persones actives 231 estaven ocupades (125 homes i 106 dones) i 23 estaven aturades (5 homes i 18 dones). De les 71 persones inactives 37 estaven jubilades, 12 estaven estudiant i 22 estaven classificades com a «altres inactius».

### Ingressos
El 2009 a Bougneau hi havia 222 unitats fiscals que integraven 537,5 persones, la mediana anual d'ingressos fiscals per persona era de 16.852 €.

### Activitats econòmiques
Dels 22 establiments que hi havia el 2007, 5 eren d'empreses de construcció, 6 d'empreses de comerç i reparació d'automòbils, 1 d'una empresa de transport, 1 d'una empresa d'hostatgeria i restauració, 1 d'una empresa financera, 2 d'empreses immobiliàries i 6 d'empreses de serveis.
Dels 7 establiments de servei als particulars que hi havia el 2009, 1 era un taller de reparació d'automòbils i de material agrícola, 1 taller d'inspecció tècnica de vehicles, 2 paletes, 1 guixaire pintor, 1 electricista i 1 agència immobiliària.
L'any 2000 a Bougneau hi havia 22 explotacions agrícoles que ocupaven un total de 864 hectàrees.

## Equipaments sanitaris i escolars
El 2009 hi havia una escola elemental integrada dins d'un grup escolar amb les comunes properes formant una escola dispersa.

## Poblacions properes
El següent diagrama mostra les poblacions més properes.